# Гвюдмюндюр Франклин Йоунссон
Гвюдмюндюр Франклин Йоунссон (исл. Guðmundur Franklín Jónsson) — исландский политический деятель и предприниматель, который запомнился тем, что участвовал в качестве кандидата в президенты Исландии на президентских выборах 2020 года.

## Биография
Гвюдмюндюр Франклин Йоунссон родился в средне зажиточной семье в Рейкьявике 31 октября 1963 года.
Получив коммерческое образование в Исландии и США, Гвюдмюндюр работал биржевым маклером на Уолл-стрит, а с 2005 по 2008 год обучался по магистерской программе «Международная политика» в Карловом университете в Праге. Основал отель в Праге, которым управлял с 2002 по 2009 год. В 2012 году получил сертификат туристического гида в исландской туристической школе Ferðamálaskóla Íslands. С 2013 года — управляющий отелем в Гудгьеме на острове Борнхольм, Дания.
В 2010 году Гвюдмюндюр основал политическую партию «Право-зелёная народная партия», баллотировавшись в парламент в 2013 году и получив 1,7 % голосов. Тем не менее, он не имел права быть избранным из-за проживания за границей, и в том же году он покинул партию.
В 2016 году впервые выдвинул свою кандидатуру на президентских выборах, но затем поддержал Оулавюра Рагнара Гримссона, когда тот объявил, что будет баллотироваться на переизбрание. Гвюдмюндюр подал заявку на место в списке в качестве кандидата от Партии независимости на всеобщих выборах в Исландии в 2016 году, но не получил места.
Будучи членом группы «Orkan okkar» («Наша энергия»), он боролся против переноса Третьего энергетического пакета ЕС в национальное законодательство Исландии. В 2019 году он вышел из партии в знак протеста против позиции Партии независимости по этому вопросу.
На президентских выборах 2020 года Гвюдмюндюр был единственным кандидатом против действующего президента Гвюдни Йоуханнессона. На выборах Гвюдмюндюр получил 7,8 %. Перед выборами он заявлял, что хочет использовать полномочия президента больше, чем Гвюдни, в частности, используя право вето в законодательстве. Гвюдмюндюр считается сторонником президента США Дональда Трампа.
14 октября 2020 года Гвюдмюндюр объявил, что намерен баллотироваться на парламентских выборах 2021 года под знаменем новой партии — Либерально-демократической партии. Партия принимала участие во всеобщих выборах в Исландии в 2021 году, но не смогла попасть в альтинг с 0,4 % голосов. После неудачного результата на выборах Гвюдмюндюр объявил, что уходит из политики.